# Nacaduba albida
Nacaduba albida är en fjärilsart som beskrevs av Riley och Godfrey 1925. Nacaduba albida ingår i släktet Nacaduba och familjen juvelvingar. Inga underarter finns listade i Catalogue of Life.